# Dien (rivière)
Pour les articles homonymes, voir Dien (homonymie).
Le Dien est une rivière du nord de la France, au nord-ouest du département de la Somme, dans la région Hauts-de-France, et un des derniers affluents de la Somme en rive droite.

## Géographie
Le Dien prend sa source sur le territoire de la commune de Nouvion dans le Ponthieu, devant le château Dreuillet, à l'altitude de 17 mètres, près des lieux-dits la Grenouillette et le Marais, à 3 kilomètres de la forêt de Crécy (la forêt culmine à 80 mètres près du hameau de Marcheville sur la commune de Crécy-en-Ponthieu).
Le Dien passe sous l'autoroute des Estuaires ou Autoroute A16, avant le lieu-dit Bonnelle.
Au terme d'un cours de 13,9 kilomètres, orienté d'est en ouest, il se jette dans la baie de Somme pour une partie au nord du Crotoy, au nord du bassin de retenue en rejoignant le canal de la Maye et en partie à l'ouest de Noyelles par un ouvrage sous la digue de rencloture.

### Communes et cantons traversés
Dans le seul département de la Somme, le Dien traverse les cinq communes suivantes, dans deux cantons, dans le sens amont vers aval, de Nouvion (source), Noyelles-sur-Mer, Ponthoile, Favières et Le Crotoy (embouchure).
Soit en termes de cantons, le Dien prend sa source et se jette dans la baie Somme, dans le canton de Rue.
Le Dien détermine les limites communales entre Nouvion et Noyelles d'une part et Ponthoile et Noyelles d'autre part.

### Bassin versant
Le Dien traverse une seule zone hydrographique « Baie de St-Valéry-sur-Somme » (E649),.

### Organisme gestionnaire
L'Organisme gestionnaire est l'AMEVA ou « syndicat mixte d'aménagement et valorisation du bassin de la Somme ».
Au 1er janvier 2018, la communauté de communes Ponthieu-Marquenterre prend en charge la compétence Gemapi (Gestion des milieux aquatiques et prévention des inondations). Techniquement, les organismes en place continuent d'intervenir. Le SIHAM  (défense contre les inondations pour la Maye, le Dien et le Pendé) assure les travaux d'entretien.

## Affluents
- À hauteur de Ponthoile, la rivière reçoit l'apport en rive droite, de son affluent, la rivière des Îles, longue de 4,8 kilomètres[5] qui prend sa source à Noyelles-sur-Mer, le tout dans l'ancien canton de Nouvion.

- Son deuxième affluent est le canal du Marquenterre, en rive droite aussi, 11,5 km[6], qui prend sa source sur Quend, traverse Saint-Quentin-en-Tourmont, Rue et conflue sur Le Crotoy, le tout dans le canton de Rue.
Ce canal du Marquenterre a, lui, quatre affluents[6] :
  - la Course de Rouchecourt (rg[note 2]), 3,6 km sur Rue.
  - le ruisseau de Becquerelle (rg), 5,7 km avec deux affluents, sur Favières, Rue et Le Crotoy.
  - la Course de la Mayette (rg), 3 km avec un affluent, sur Favières, Rue et Le Crotoy.
  - le canal de la Maye (rg), 10,5 km prend sa source à Bernay-en-Ponthieu (en fait, une partie détournée des eaux de la Maye), traverse Rue, Favières, reçoit une partie des eaux du Dien et débouche dans le port de plaisance du Crotoy.

### Rang de Strahler
Son rang de Strahler est donc de trois.

## Galerie

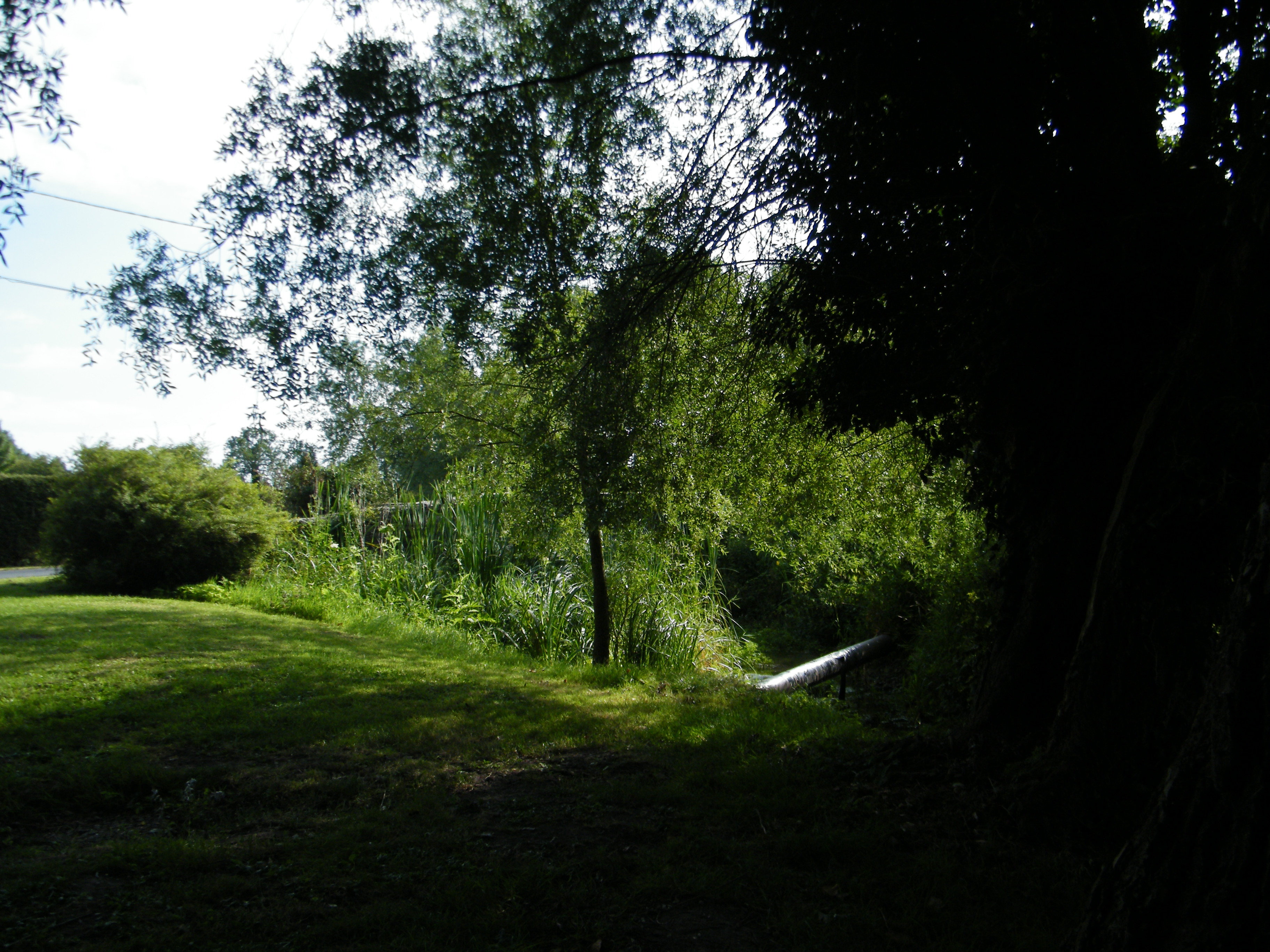
Le Dien passe sous le pont, près de la « ferme de la Grenouillette ».
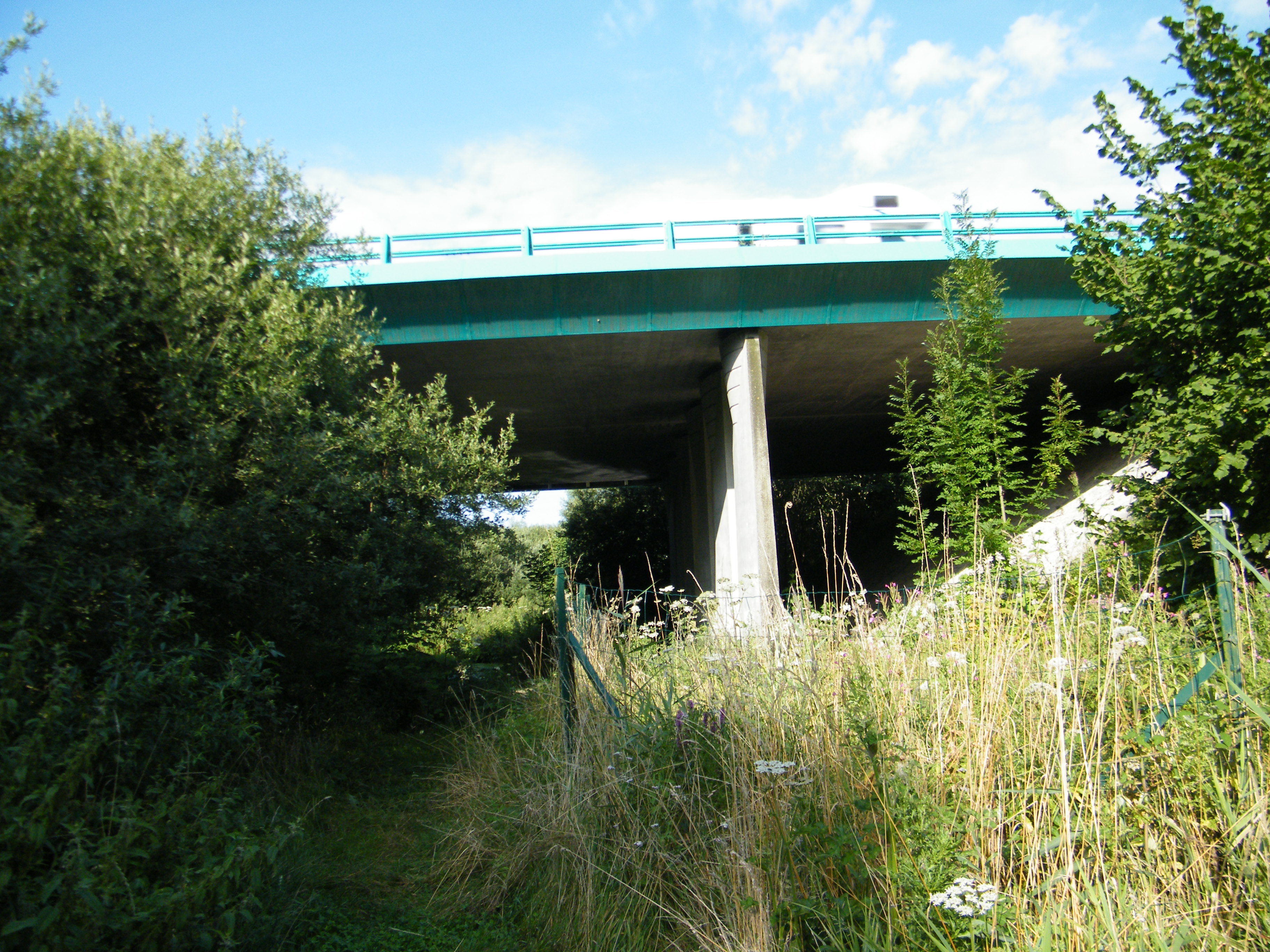
Le Dien passe sous l'autoroute A16.
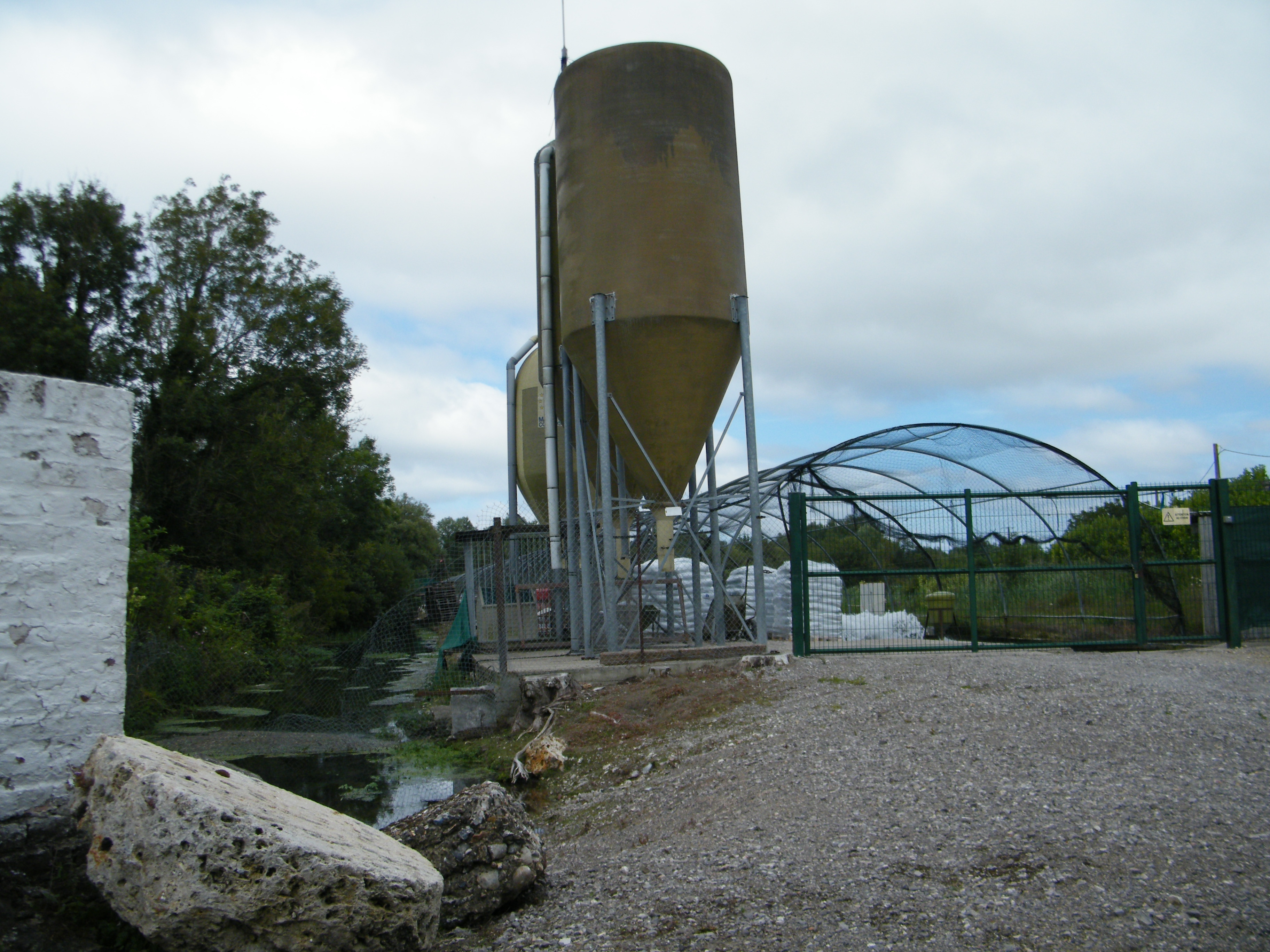
Le Dien alimente une pisciculture.
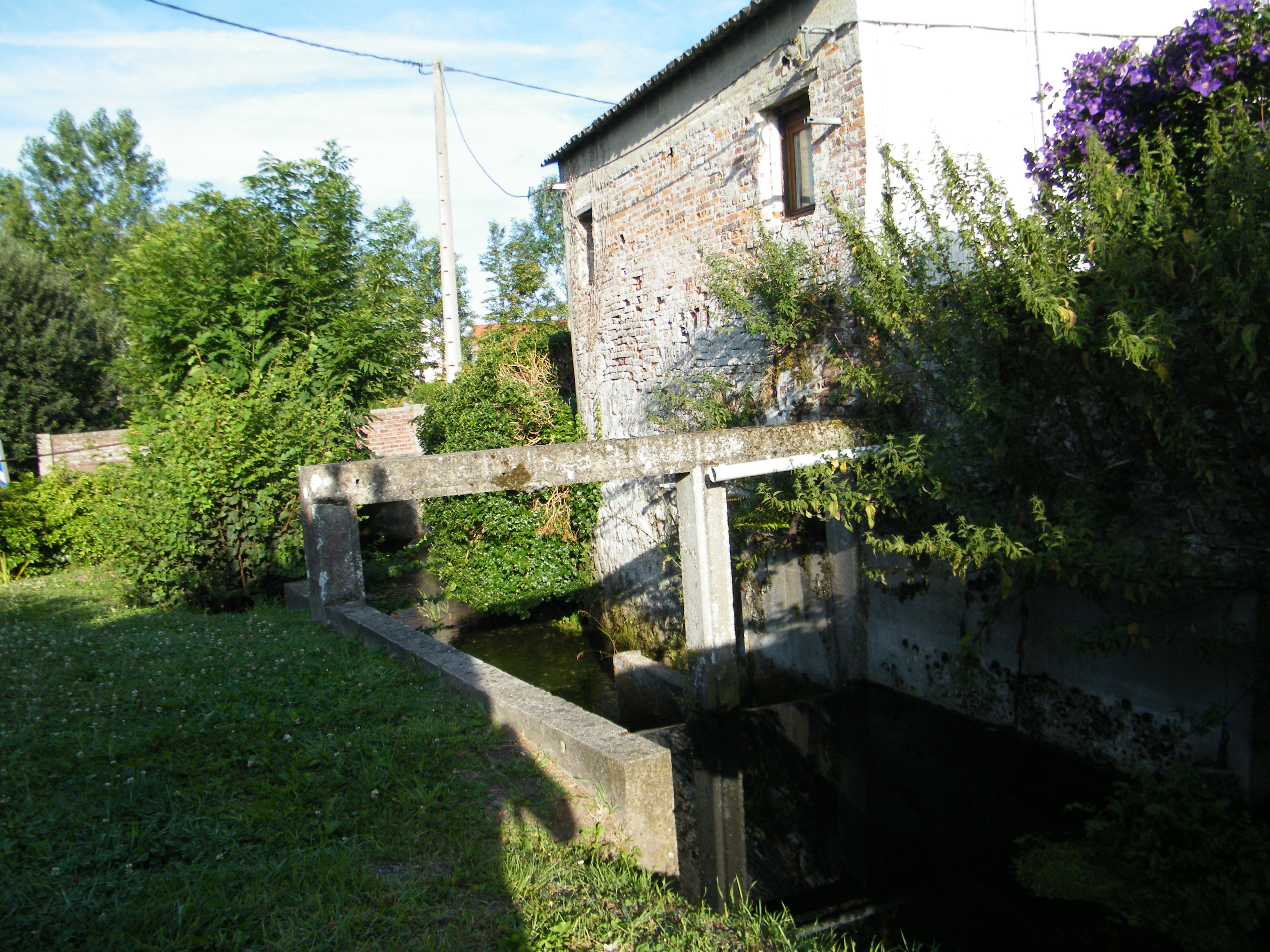
Vestiges du moulin à Bonnelle.
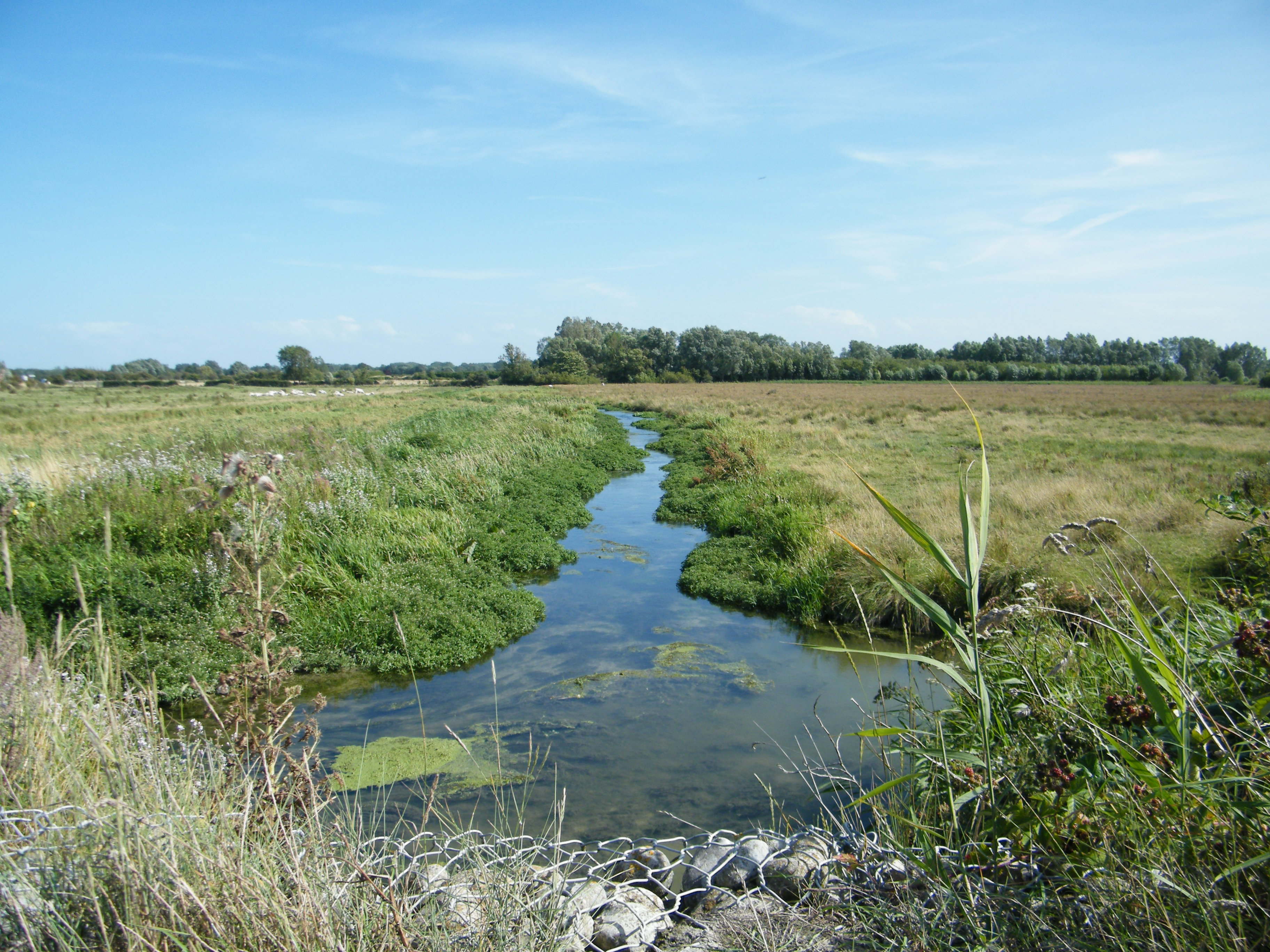
Le Dien, juste avant de déboucher en baie de Somme. À gauche, une partie des eaux part rejoindre le canal de la Maye.
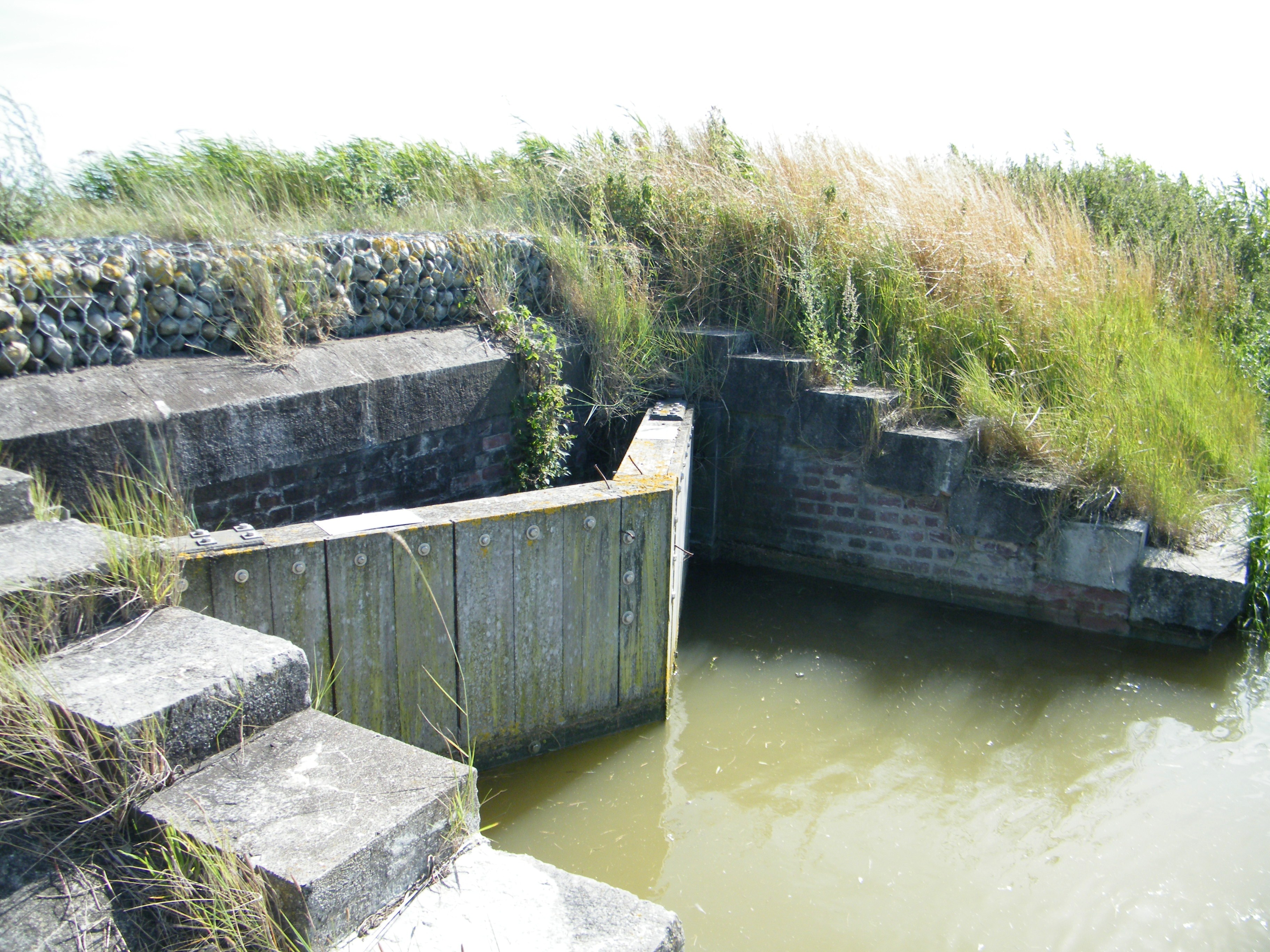
Le Dien, porte à flot, côté baie, à marée haute, quand il débouche en baie de Somme.

## Hydrologie
Son régime hydrologique est dit pluvial océanique.

## Aménagements et écologie
À Bonnelle, un élevage piscicole produit des truites.
Dans la commune de Noyelles-sur-Mer, la Hutte des quatre cents coups est alimentée en eau par le Dien.